# Estádio Octávio Mangabeira
Estádio Octávio Mangabeira – stadion wielofunkcyjny w Salvadorze (Bahia, Brazylia), na którym swoje mecze rozgrywał klub EC Bahia. Nazwa stadionu została nadana ku pamięci Octávio Cavalcanti Mangabeirze, który był gubernatorem stanu w latach 1947–1954. W 2010 roku został rozebrany, a na jego miejscu powstał nowy, Arena Fonte Nova.

## Historia
28 stycznia 1951 – inauguracja. Pierwszy gol: Nélson (Botafogo).
4 marca 1971 – reinauguracja, po rozbudowie stadionu zwiększającej pojemność z 35,000 do 110,000
12 lutego 1989 – rekord frekwencji
25 listopada 2007 – podczas meczu trzeciej ligi brazylijskiej (Campeonato Brasileiro Série C), pomiędzy Bahia a Villa Nova, jedna z trybun się zawala, zabijając 7 osób i raniąc kolejne 40
26 listopada 2007 – decyzja o rozebraniu stadionu i budowie nowego w tym samym miejscu

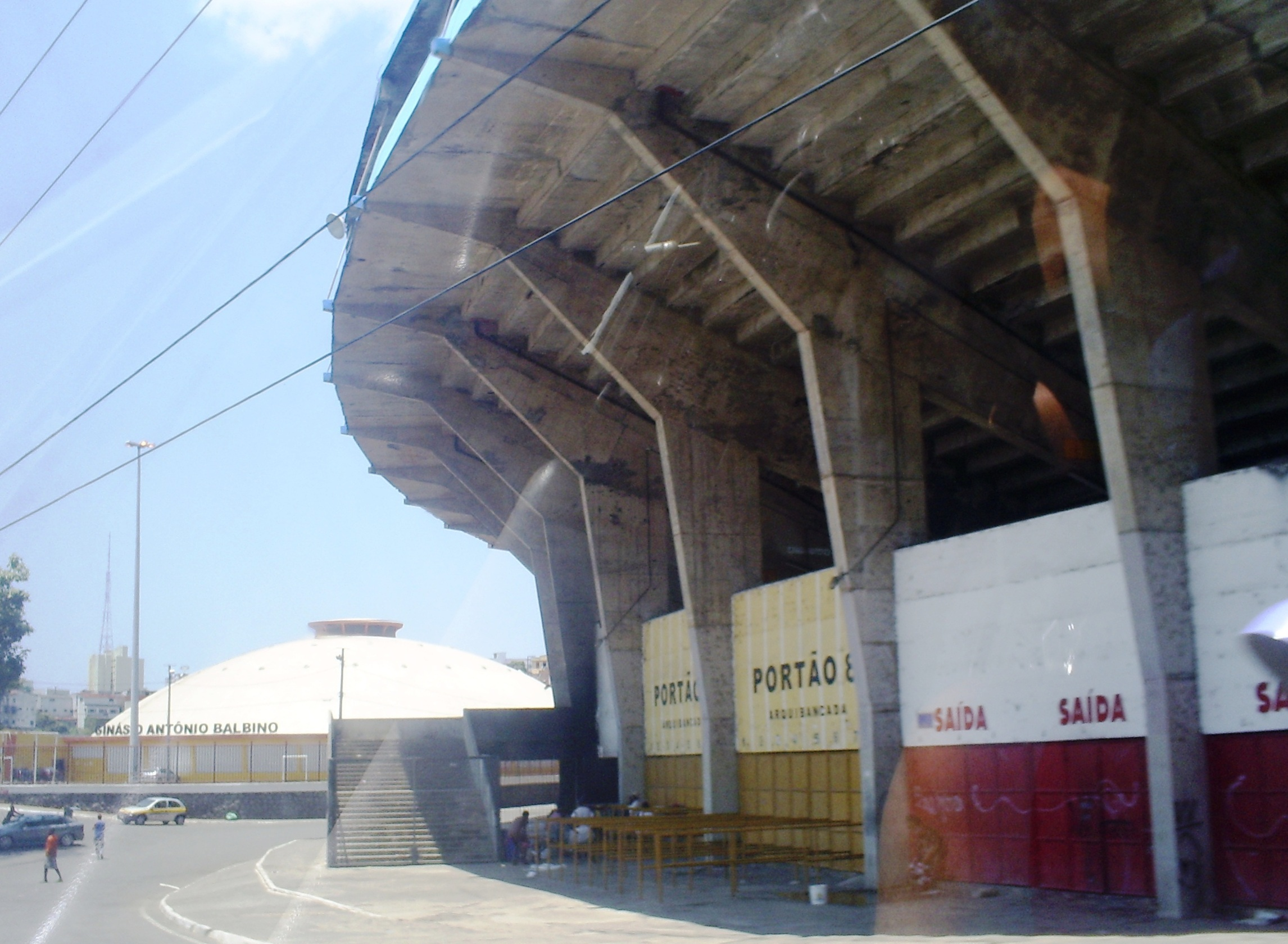